# كوستينيا (لاعب كرة قدم)
كوستينيا هو لاعب كرة قدم برتغالي في مركز الدفاع، ولد في 11 مارس 1994 في آبرانتس في البرتغال. لعب مع ديسبورتيفو تروفينسي.

## وصلات خارجية
- كوستينيا (لاعب كرة قدم) على موقع قاعدة بيانات كرة القدم.إي يو (الإنجليزية)
- كوستينيا (لاعب كرة قدم) على موقع Soccerway.com (الإنجليزية)